# Leif G.W. Persson
Leif Gustav Willy Persson (Stockholm, 12 maart 1945) is een Zweedse criminoloog en auteur van misdaadromans.

## Biografie
Leif Persson werd in 1945 geboren in Stockholm als zoon van Gustav Vilhelm Persson (1913–2001) en Margit Elisabeth, geboren Löfgren (1916–2008). Zijn vader was timmerman en kweker, terwijl zijn moeder huisvrouw was. Persson groeide op in Gärdet en het gezin verhuisde later naar stadsdeel Valhallavägen en Persson studeerde aan het gymnasium Norra Real. Hij voegde de initialen GW aan zijn naam toe in 1972. Persson begon zijn studie aan de Universiteit van Stockholm in 1965 en in het voorjaar van 1980 presenteerde hij zijn proefschrift over statistische meetproblemen in de criminologie (Hidden Criminality, Stockholm 1980). In 1982 werd Persson universitair hoofddocent aan de Universiteit van Stockholm en in 1991 werd hij benoemd tot hoogleraar "criminologie met speciale aandacht voor politiemethoden en -problemen" bij de Nationale Politieraad, een functie die hij tot 2012 vervulde. 

### Carrière
Tussen 1967 en 1977 werkte Persson bij de Zweedse nationale politie en was hij de klokkenluider die een geheime memo lekte aan de journalist Peter Bratt, wat leidde tot de Geijer-affaire. Deze memo was in 1977 door de toenmalige nationale politiecommissaris Carl Persson aan premier Olof Palme verstuurd over de vermeende banden van de minister van Justitie Lennart Geijer met de prostituees in Stockholm. Naar aanleiding van deze affaire werd Leif Persson ontslagen bij de Nationale Politie. Zijn ervaringen met deze affaire gaven hem inspiratie voor zijn debuutroman Grisfesten in 1978.
In 1979 volgde Profitörerna dat werd vertaald als De profiteurs. In deze en een aantal volgende boeken is de hoofdrol weggelegd voor politieman Lars Martin Johansson. Daarna volgde meer werk van Perssons hand, waarvan een groot deel naar het Nederlands werd vertaald. In 2005 publiceerde hij Linda - som i Lindamordet, het eerste deel in de reeks met detective Evert Bäckström als belangrijkste personage.
Persson won driemaal de Zweedse literatuurprijs Bästa svenska kriminalroman, voor Samhällsbärarna (1982), En annan tid, ett annat liv (2003) en Den döende detektiven (2010). Deze laatste roman werd bovendien in 2011 bekroond met de Glazen Sleutel als beste Noordse misdaadroman en in 2012 met de Deense Palle Rosenkrantz-prisen. Een groot aantal van Perssons romans werden omgezet naar films en televisieseries.

### Privéleven
Persson was van 1968 tot 1980 gehuwd met de verpleegster Birgitta Liedstrand (geboren 1944), van 1987 tot 2002 met Margareta Jönsson (geboren 1947) en vanaf 2003 met bedrijfseconoom Kim Olsson (geboren 1957). Hij woont nu in een appartement in de gemeente Solna en huurt een boerderij met jachtgebied bij de hertogin d'Otrante in het kasteel van Elghammar buiten Gnesta in Södermanland. Persson werd in 1965 op 20-jarige leeftijd vader van een zoon. Hij had vervolgens twee dochters in zijn eerste huwelijk, onder wie auteur Malin Persson Giolito, geboren in 1969, en een dochter in zijn tweede huwelijk.

### Romans
- 1978: Grisfesten (Lars Martin Johansson-trilogie deel 1) (nl: Het varkensfeest)
- 1979: Profitörerna (Lars Martin Johansson-trilogie deel 2) (nl: De profiteurs)
- 1982: Samhällsbärarna (Lars Martin Johansson-trilogie deel 3) (nl: De dragers van de samenleving)
- 2002: Mellan sommarens längtan och vinterns köld (Välfärdsstatens fall-trilogie deel 1) (nl: Tussen het verlangen van de zomer en de kou van de winter)
- 2003: En annan tid, ett annat liv (Välfärdsstatens fall-trilogie deel 2)
- 2005: Linda - som i Lindamordet (Evert Bäckström-serie deel 1) (nl: Linda)
- 2007: Faller fritt som i en dröm (Välfärdsstatens fall-trilogie deel 3) (nl: Vrije val)
- 2008: Den som dödar draken (Evert Bäckström-serie deel 2) (nl: De man die de draak doodde)
- 2010: Den döende detektiven (Lars Martin Johansson-serie) (nl: Het laatste woord)
- 2011: Gustavs Grabb' (autobiografisch)
- 2013: Den sanna historien om Pinocchios näsa (Evert Bäckström-serie deel 3) (nl: Het ware verhaal achter Pinokkio's neus)
- 2015: Bombmakaren och hans kvinna
- 2016: Kan man dö två gånger?

### Jacht- en kookboeken
- 1990: Stora machoboken (met Jan Guillou en Pär Lorentzon)
- 1991: Grabbarnas stora presentbok (met Jan Guillou en Pär Lorentzon)
- 1992: Grabbarnas kokbok (met Jan Guillou en Leif Mannerström)
- 1996: Om jakt och Jägare- från Fagerhult till Sibirien (met Jan Guillou)

## Film en televisie
- 1983: Profitörerna (televisieserie, naar de gelijknamige roman)
- 1984: Mannen från Mallorca (film, gebaseerd op de roman Grisfesten)
- 1986: I lagens namn (film, gebaseerd op de roman Samhällsbärarna)
- 1991: Goltuppen (televisieserie)
- 1992: Kvällspressen (televisieserie, met Jan Guillou)
- 1994: Den Vite Riddaren (televisieserie, met Jan Guillou)
- 1996: Anna Holt - polis (televisieserie, met Jan Guillou)
- 1999: Anna Holt (televisieserie, met Jan Guillou)
- 2013: En pilmgrims död (miniserie, gebaseerd op de romans Mellan sommarens längtan och vinterns köld en Faller fritt som i en dröm)
- 2014: Den fjärde mannen (film, gebaseerd op de roman En annan tid, ett annat liv)
- 2015: Backstrom (Amerikaanse televisieserie rond het hoofdpersonage Everett Backstrom)
- 2018: Den döende detektiven (miniserie met als hoofdpersonage Lars Martin Johansson)